# Regione 3 (Territori del Nord-Ovest)
La Regione 3 è una delle sei regioni censuarie dei Territori del Nord-Ovest in Canada. Al 2011 aveva 2.812 abitanti su una superficie di 25.080,94 km². È stata istituita con il censimento del 2011, quando l'area dei Territori è stata suddivisa in 6 nuove regioni censuarie.

## Comunità
- Community governments
  - Behchoko
  - Gamèti
  - Whatì
  - Wekweeti